# Паласио Вальдес, Армандо
Армандо Паласио Вальдес (исп. Armando Palacio Valdés; 4 октября 1853 года, Лавьяна, — 29 января 1938 года, Мадрид) — испанский писатель и литературный критик, один из крупнейших представителей реализма в испанской литературе во второй половине XIX века.

## Биография
Армандо родился 4 октября 1853 года в муниципалитете Лавьяна (провинция Астурия, Испания). Рос в уважаемой семье: его отец был юристом, мать принадлежала к очень богатой фамилии. Учился до 1865 года в Авилесе, затем переехал в Овьедо, где жил вместе с дедом и продолжал образование. Прочитав в эти годы «Илиаду», заинтересовался литературой и мифологией; входил в местное общество интеллектуалов, увлекавшихся литературой. В 1870 году получил степень бакалавра искусств и решил отправиться в Мадрид, где с 1874 года входил в общество астурийских литераторов и участвовал в редактировании журнала «la Revista Europea»; писал литературные произведения и литературно-критические статьи. Был дважды женат: его первая жена, на которой он женился в 1881 году, умерла в 1885, вторая, на которой он женился в 1899, пережила его. В 1906 году стал членом Королевской академии испанского языка. Во время Гражданской войны в Испании жил в Мадриде, тяжело болел и умер в нищете.

## Творчество
Значительное число произведений Паласио Вальдеса в той или иной степени касаются астурийской жизни. По мнению испанских критиков, наиболее успешны его жанровые произведения; также он считается мастером изображения женских персонажей. Отмечалось также, что его стиль лишён как архаизмов, так и неологизмов. Во многих своих произведений критиковал социальную отсталость и несправедливости испанской жизни, благодаря чему примыкал к так называемому «поколению 98-го года», появившемуся после поражения страны в войне с США в 1898 году. Уже в первом своём произведении, «El señorito Octavio» (1881), согласно ЭСБЕ, «выказал себя хорошим психологом, тонким и внимательным наблюдателем действительной жизни». В следующем романе «Marta у Maria» (одно из самых известных его произведений, его героиням в Испании установлен памятник) «изобразил борьбу идеализма и добродетели с условностями практической жизни». Его «Jose, novela de costumbres maritunas» (1885) «отличается жизненной правдой; здесь автор с любовью изучил и передал нравы рыбаков». В романе «Espuna» «хотел дать сатиру, направленную против пороков в аристократической среде». Этот роман, а также «La fe» и некоторые другие его произведения переведены на иностранные языки. К числу его более поздних произведений относятся «Los papeles del doctor Angélico» (1911), по мнению критиков, представляющий собой собрание бессвязных философских мыслей, автобиографический роман « La novela de un novelista» (1921), романы «La hija de Natalia» (1924), «Santa Rogelia» (1926), «Los cármenes de Granada» (1927) и «Sinfonía pastoral» (1931). Его полное собрание художественных произведений было издано в Мадриде в 1935 году, переписка — в 1941 году.

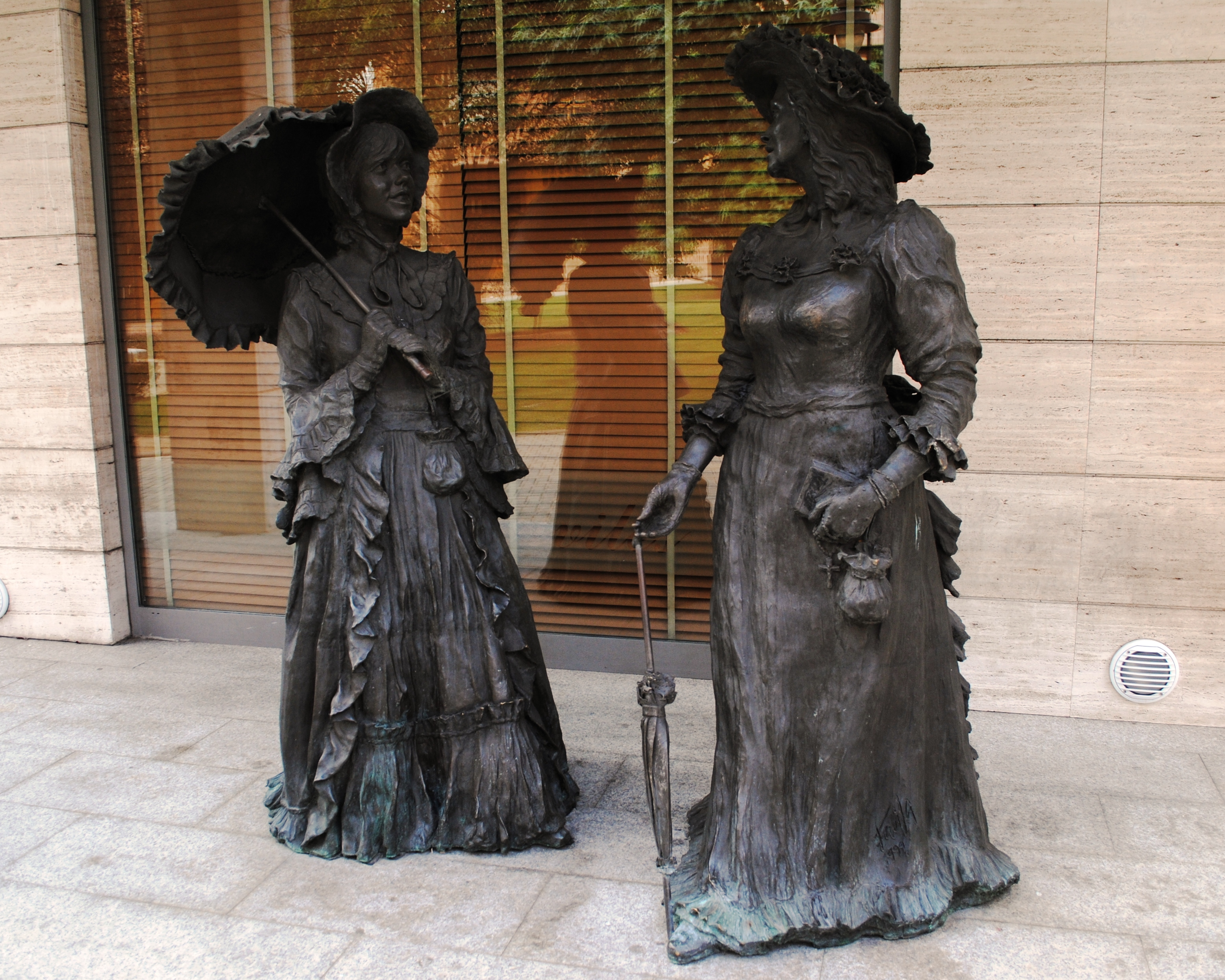
Марта и Мария

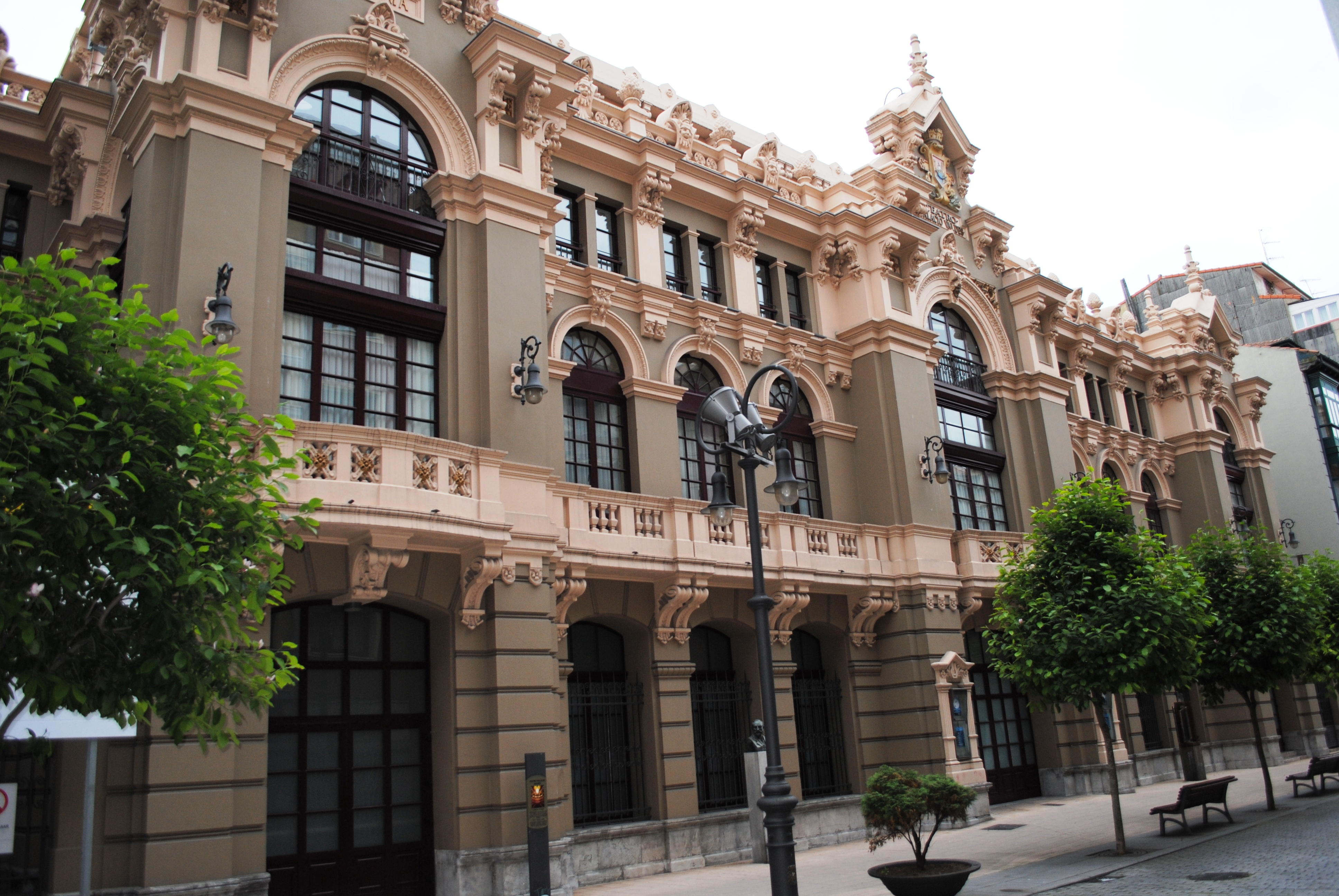
Здание театра Паласио Вальдеса

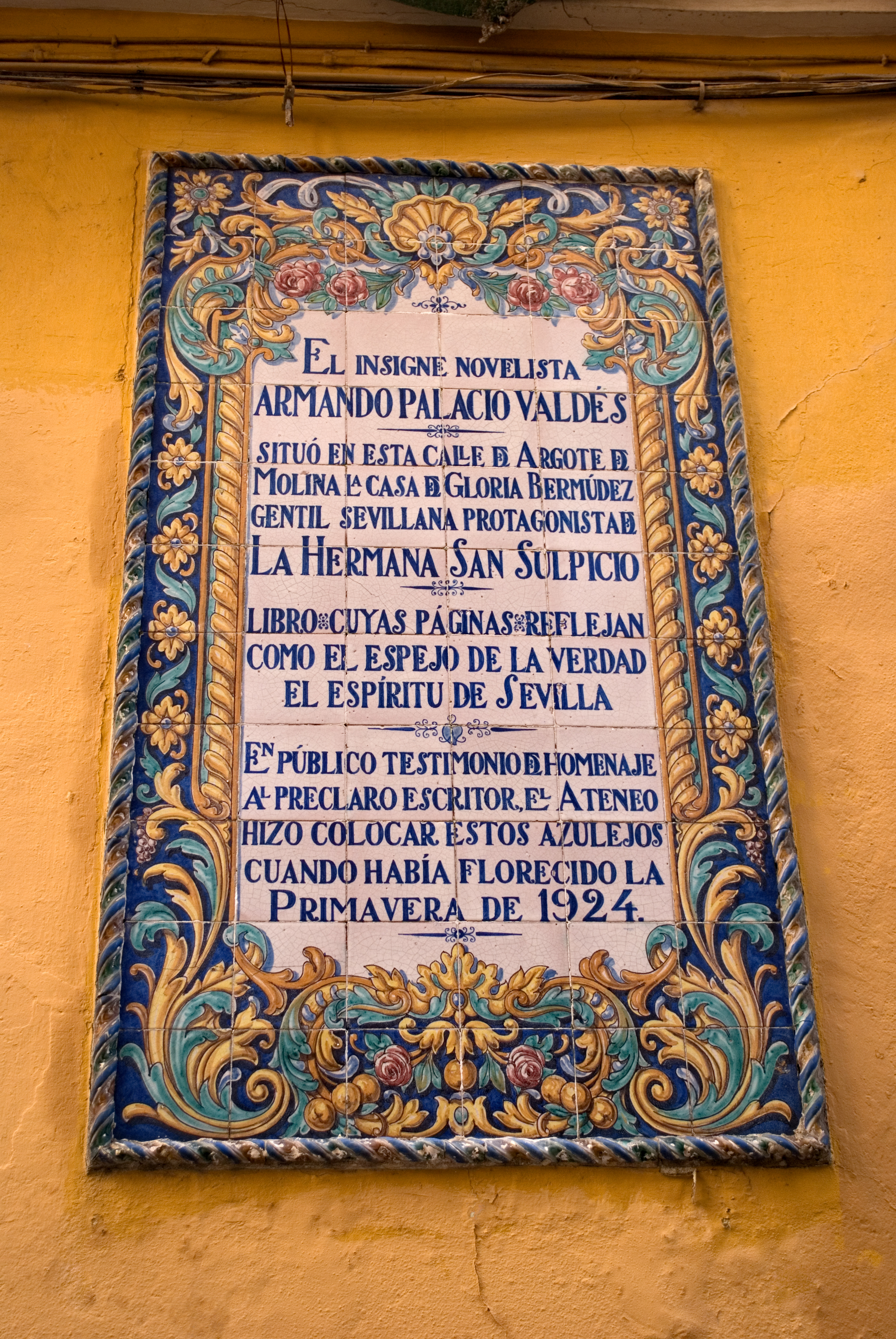
Памятная табличка на дома писателя

## Произведения
- Semblanzas literarias (1871)
- Los oradores del Ateneo (1878)
- El nuevo viaje al Parnaso (1879)
- La literatura en (1881), совместно с Леопольдо Аласом
- El señorito Octavio (1881)
- Marta y María (1883)
- Aguas fuertes (1884)
- El idilio de un enfermo (1884)
- Хосе / José (1885)
- Riverita (1886)
- Maximina (1887)
- Четвёртая власть / El cuarto poder (1888)
- Сестра Сан Сульписио / La hermana San Sulpicio (1889)
- Пена / La espuma (1890)
- La fe (1892)
- El maestrante (1893)
- El Orígen del Pensamiento(1893)
- Los majos de Cádiz (1896)
- Радость капитана Рибо / La alegría del capitán Ribot (1899)
- Tristán o el pesimismo (1906)
- La aldea perdida (1911)
- Los papeles del doctor Angélico (1911)
- Años de juventud del doctor Angélico (1918)
- La novela de un novelista (1921)
- Cuentos escogidos (1923)
- Дочь Натальи / La hija de Natalia (1924)
- El pájaro en la nieve y otros cuentos (1925)
- Святая Рохелия / Santa Rogelia (1926)
- Los cármenes de Granada (1927)
- Testamento literario (1929)
- Sinfonía pastoral (1930)
- El gobierno de las mujeres (1931)
- Obras completas (1935)
- Álbum de un viejo (1940)

## Память
- Его именем назван театр в Авилесе — Театр Паласио Вальдеса (исп.)
- В Авилесе героиням его произведения поставлена скульптура «Марта и Мария»
- Установлена памятная табличка на улице где проживал Паласио Вальдес.
- в деревне Эртральго установлен бюст Вальдеса.